# أجاف أتنيواتا

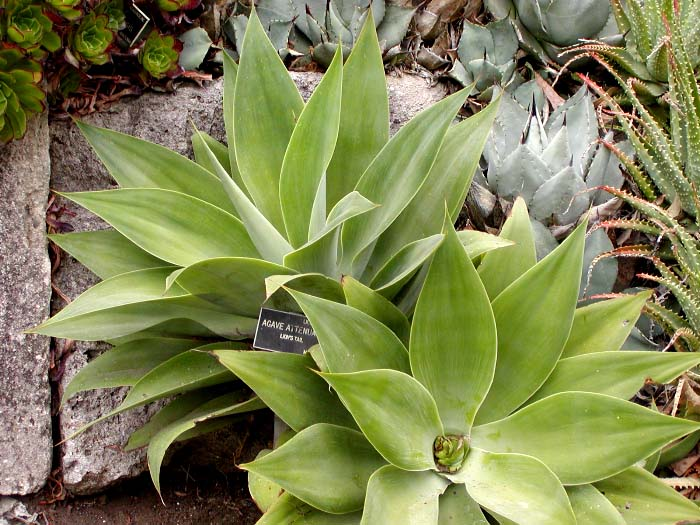

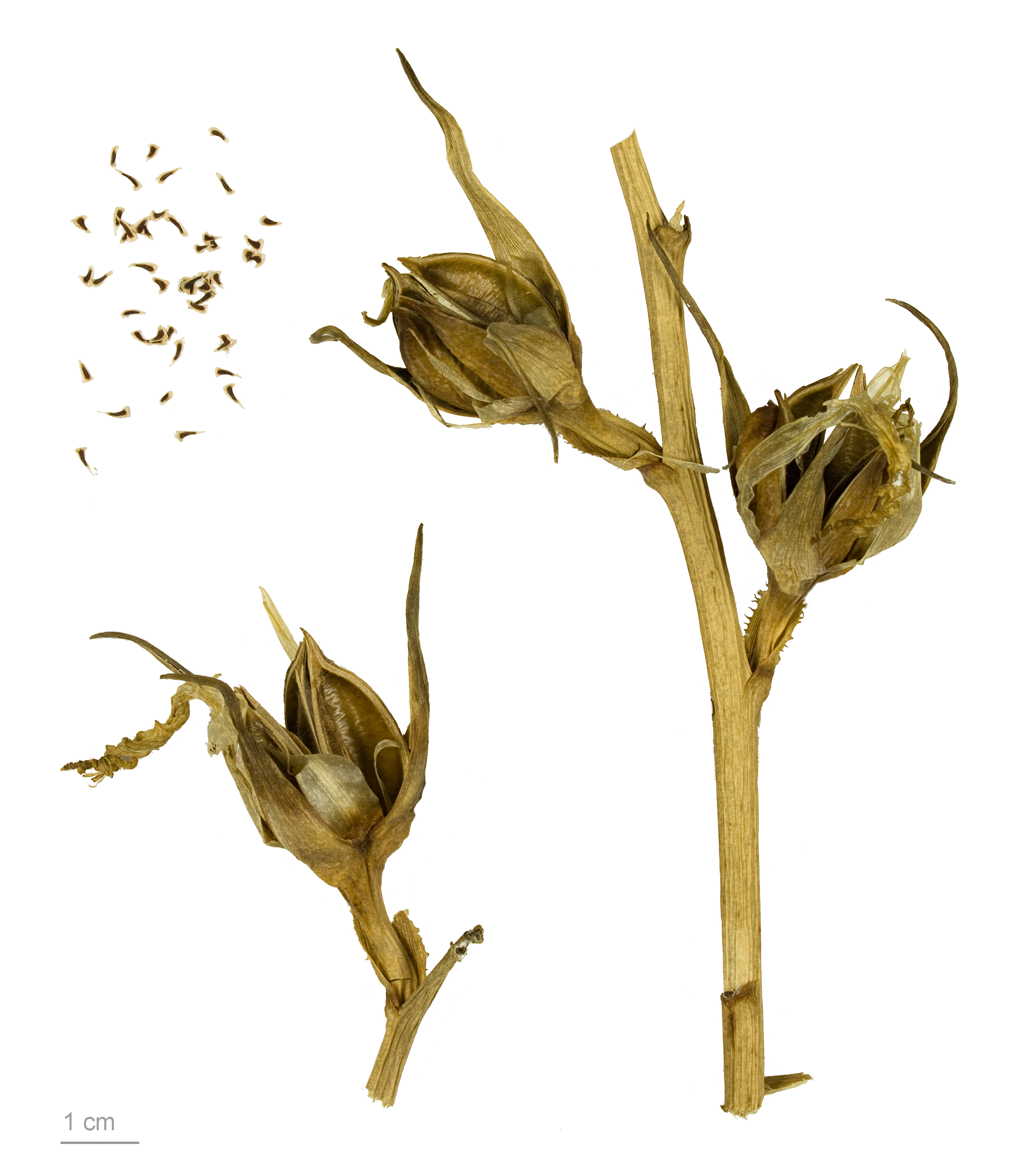
أجاف اتنيواتا

أجاف اتنيواتا (الاسم العلمي: Agave  attenuata)، هو نبات ينتمي إلى الفصيلة الهليونية.
الأجاف أتنيواتا هو نوع من الأجاف المعروف باسم ذيل الثعلب ، ذيل الأسد أو أجاف عنق البجعة (Foxtail, Lion's tail أو Swan's Neck Agave) نظرا لتطوره من الإزهار المنحني، وهو أمر غير معتاد بين الأجاف. موطنها الهضاب في وسط غرب المكسيك، باعتبارها واحدة من الأجاف المعزولة، وهي مشهورة كنبات للزينة في الحدائق في العديد من الأماكن الأخرى ذات المناخات شبه الاستوائية والدافئة.

## الوصف
على الرغم من أن الأجاف أتنيواتا يمكن أن يظهرعلى أنه لاذع إلى أنها غير ذلك، حيث طول السيقان غالبًا ما يصل إلى 50 إلى 150 سم (20-60 بوصة)، وتتساقط الأوراق القديمة، مما يترك السيقان مرئية. الأوراق بيضوية حادة الأطراف، طولها 50-70 سم (20-28 بوصة) وعرضها 12-16 سم (5-6 بوصات) ، شاحبة اللون ، تتراوح من الرمادي الفاتح إلى الأخضر المصفر الفاتح. هذا النبات لا يوجد لديه أي أسنان، ولا أشواك طرفية، على الرغم من أن الأوراق تتناقص إلى نقاط لينة بحيث تتآكل مع تقدم العمر. الأوراق العديدة ذات الشكل البيضاوي والمستدقة أكثر نعومة قليلاً من معظم أنواع الأجاف، فهي ذات لون رمادي فاتح إلى أخضر مصفر فاتح وغير لاسع.
إزهار نبتة الأجاف أتنيواتا يكون عبارة عن نبتة كثيفة يبلغ ارتفاعها 2.5 إلى 3 أمتار (8 إلى 10 أقدام) (عادةً ما تكون منحنية)، مع أزهار صفراء مخضرة تنمو بعد سنوات عديدة. كما هو الحال مع أنواع الأجاف الأخرى يموت هذا النوع بعد حدوث التزهور، ولكن العديد من المصاصات تنبت من قاعدة النبات ومن شمراخ الزهرة.
هذه النبتة لها نوعان فرعيان:
- A. attenuata subsp. attenuata:موطنها وسط وجنوب غرب المكسيك ومتجنس في ماديرا وليبيا.[10]
- A. attenuata subsp. dentata (J.Verschaff.) B.Ullrich: موطنها شمال غرب وجنوب غرب المكسيك.[11]

## أماكن تواجد النبات
تم إرسال العينات إلى Kew (حي في لندن) بواسطة المستكشف Galeotti في عام 1834 ، من مكان غير محدد في وسط المكسيك. أفادت دراسة حديثة أن هذا النبات يتواجد في نطاق يتراوح من خاليسكو (ولاية مكسيكية) شرقًا إلى المكسيك، في مستعمرات صغيرة على ارتفاعات من 1900 إلى 2500 متر (6200 إلى 8200 قدم)، ولكنه كانت هناك مشاهدات قليلة لهذا النبات في هذه الأماكن، مما يشير إلى أن هذا الصبار نادر في البرية. في المكسيك، يتم توزيعه في ولايات كوليما ، دورانجو ، غيريرو ، خاليسكو ، ميتشواكان ، ناياريت ، وولاية المكسيك على ارتفاعات تتراوح بين 400 و 2500 متر (1300 و 8200 قدم) على المنحدرات الصخرية البركانية داخل غابات الصنوبر والمناطق الانتقالية بالغابات الاستوائية الجافة والمعتدلة في الجبال. ويقال إنه تم تجنيسه في ليبيا وماديرا وينتشر على نطاق واسع عبر البحر الأبيض المتوسط وبقية ماكرونيزيا.

## في الزراعة
في الزراعة ،يُقال أن نبتة الأجاف أتنيواتا تفضل التربة الطينية الرطبة نسبيًا، على الرغم من أنها يمكن أن تتعايش مع التربة الرديئة والظروف الجافة يجب حمايتها من أشعة الشمس المباشرة في الصيف ومن فترات الصقيع الطويلة.

## معرض صور

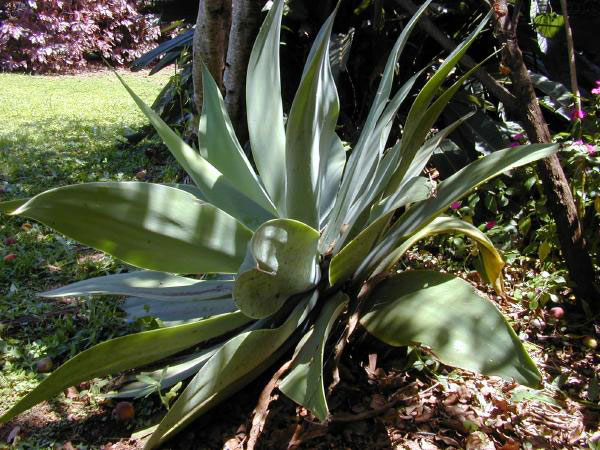
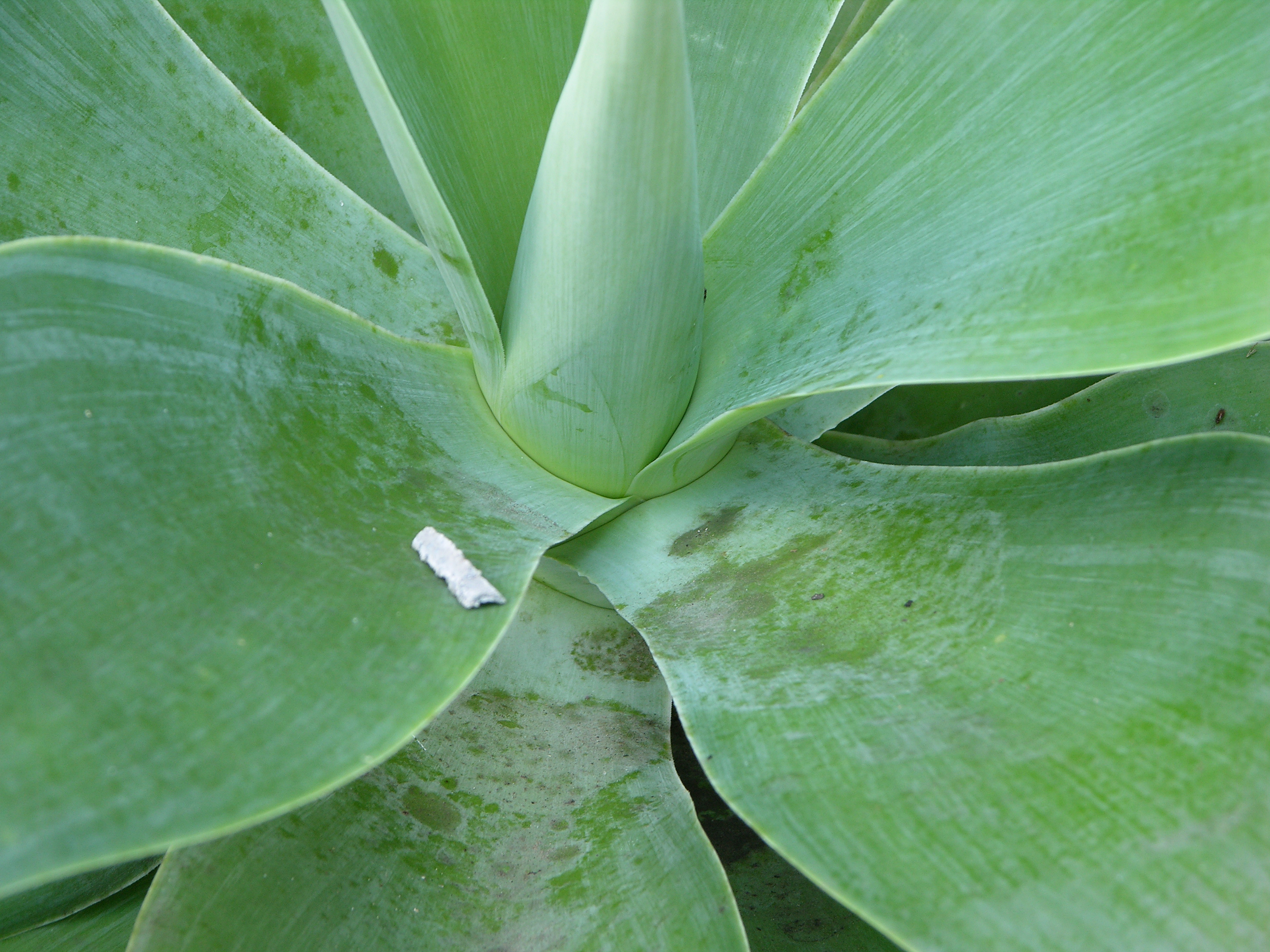
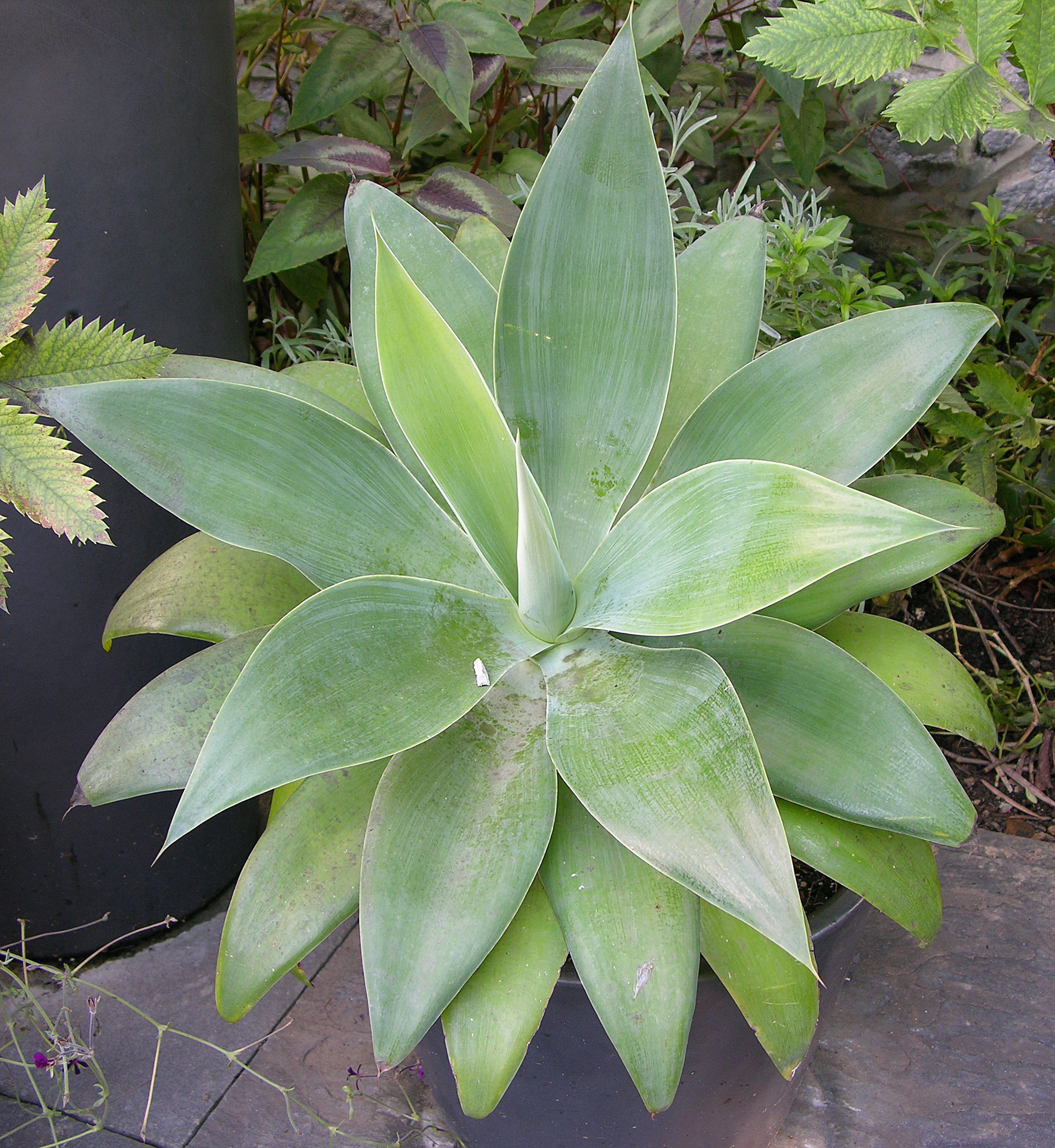
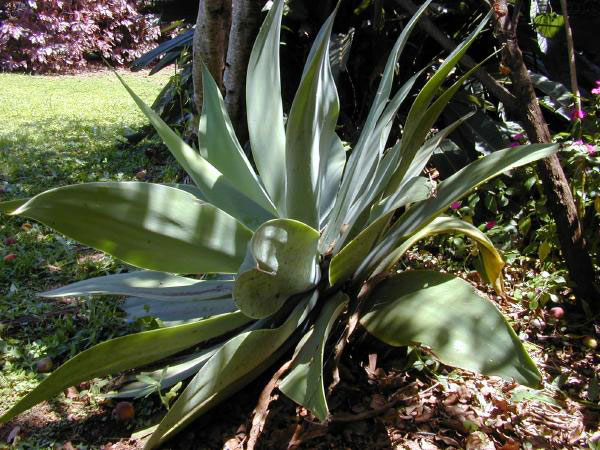
عينة تميل كلما نمى الساق
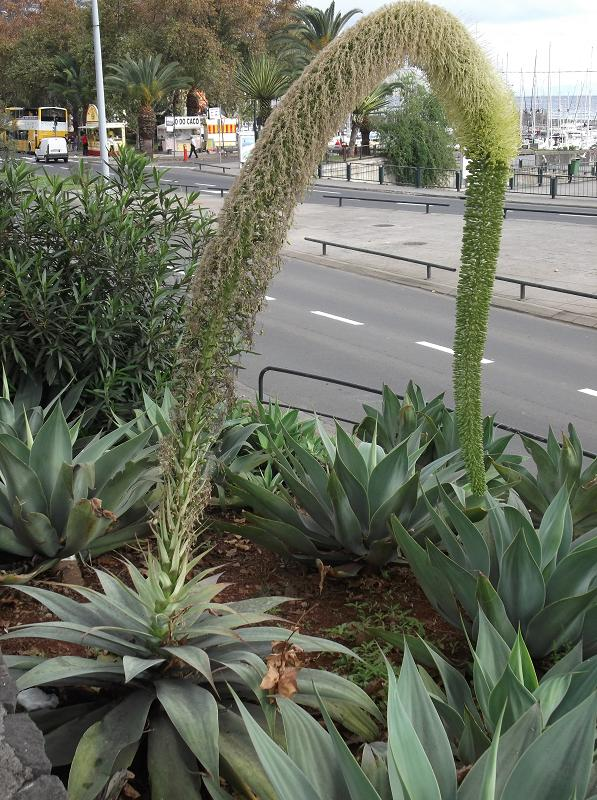
شمراخ زهرة الأجاف أتنيواتا
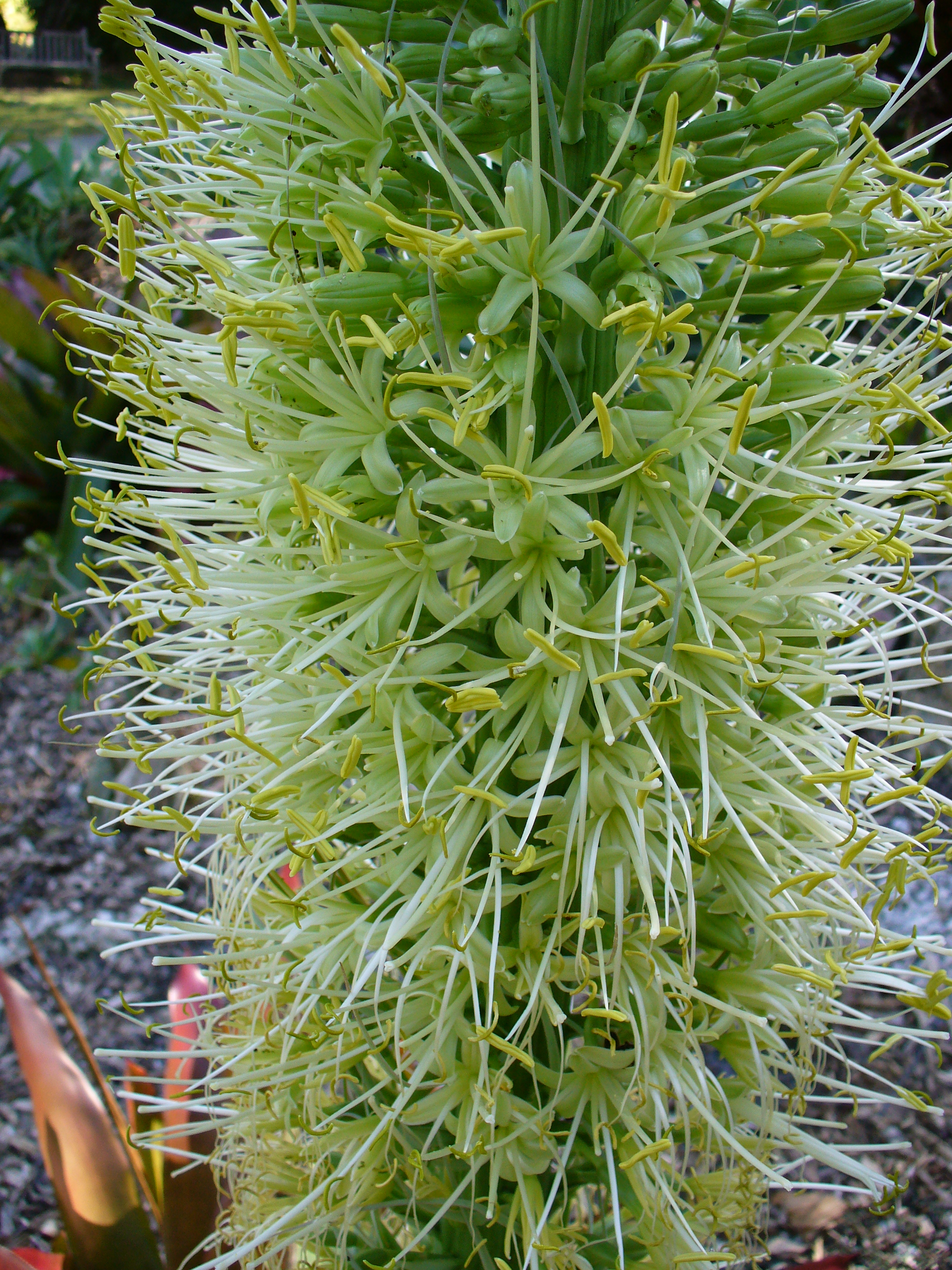
صورة للزهرة عن قرب
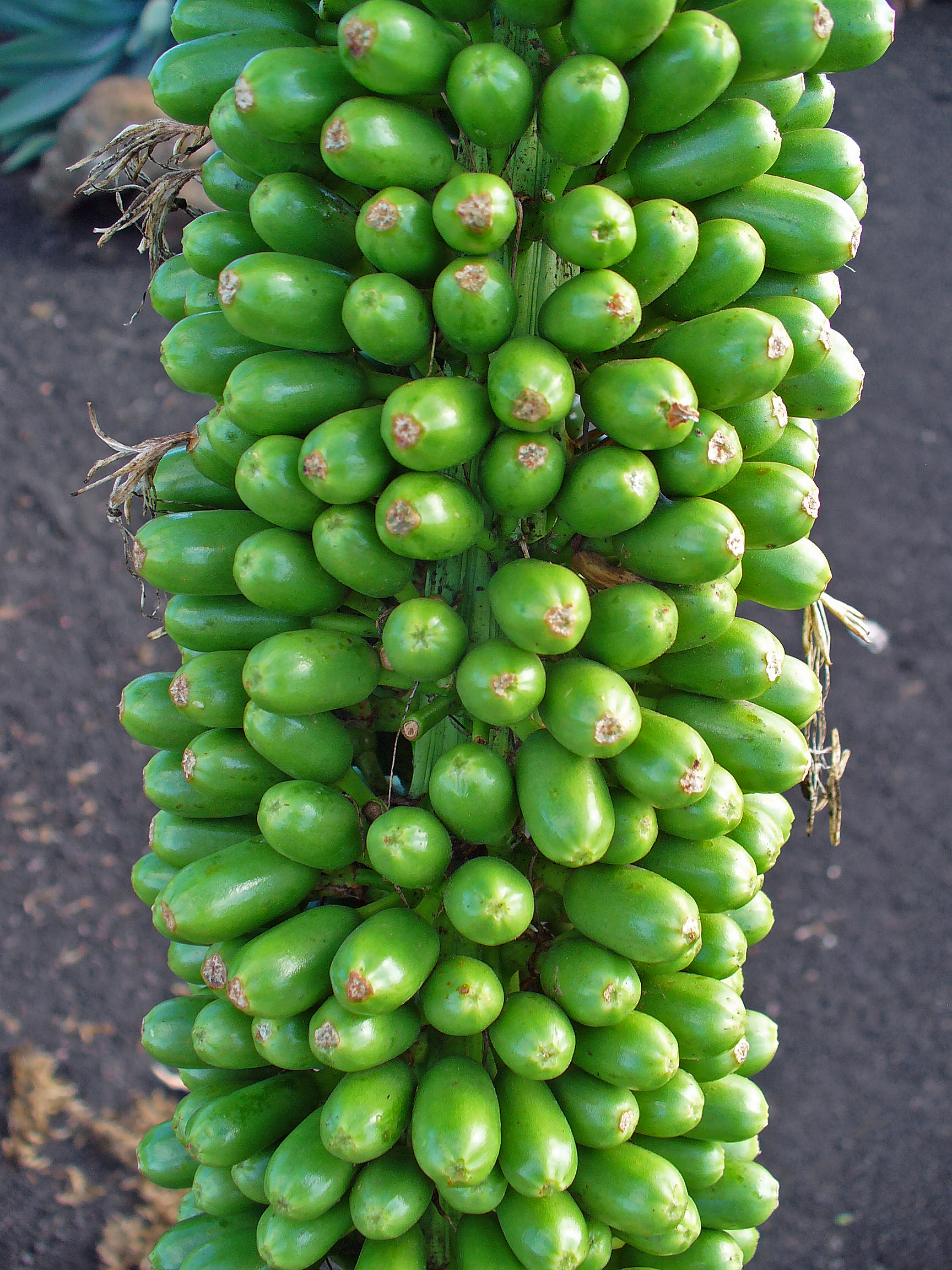
البذوز بعدما يحدث التزهور
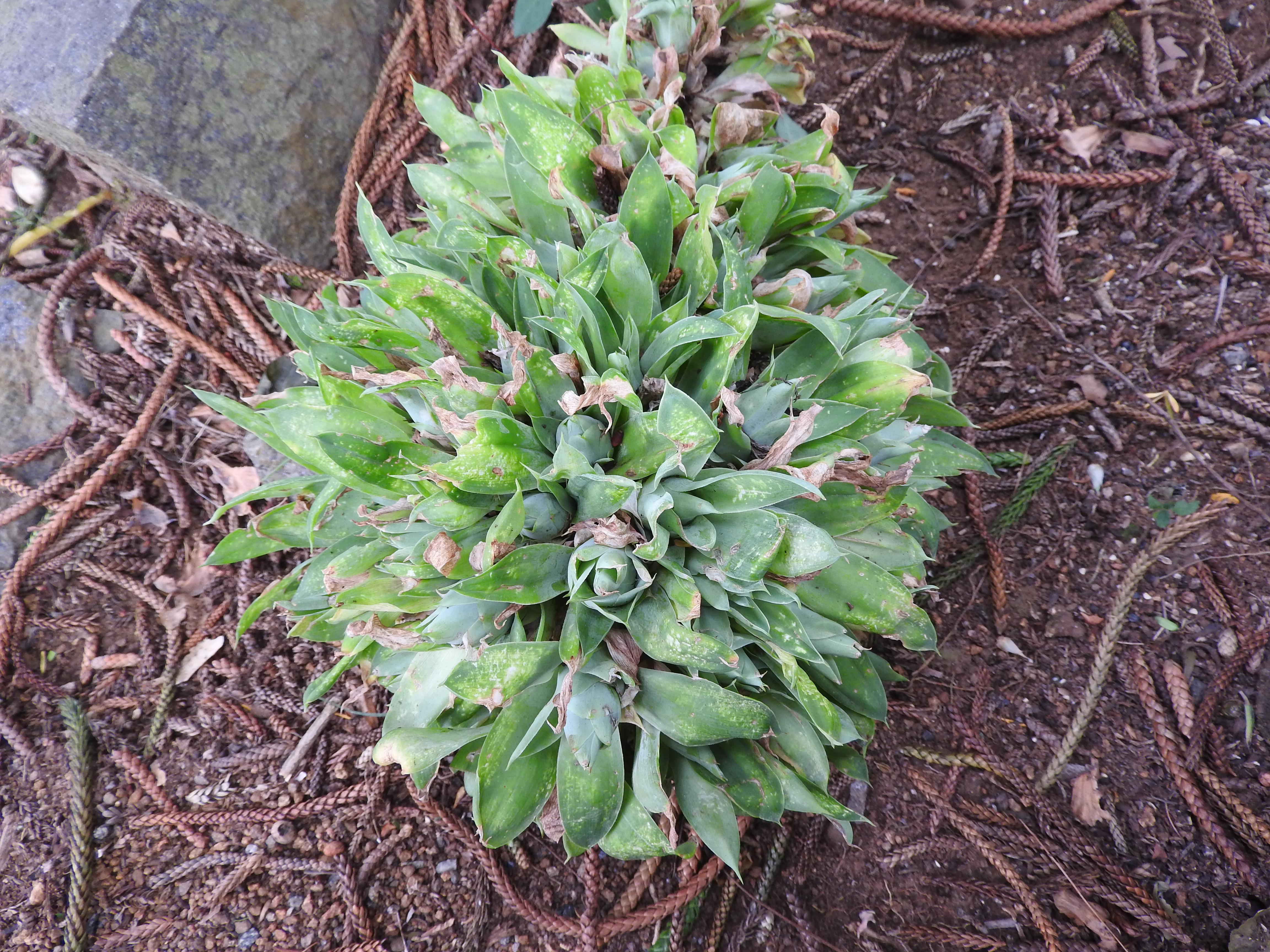
تنبت البذور من شمراخ الزهرة